# Touch (Sport)

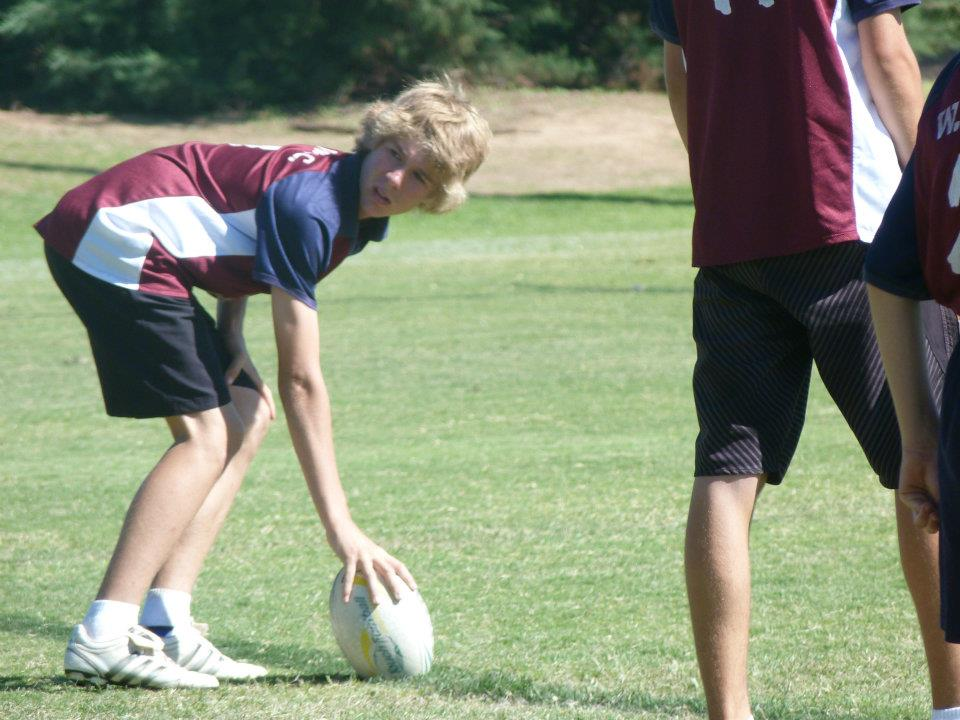
Ausgangssituation beim Touch.

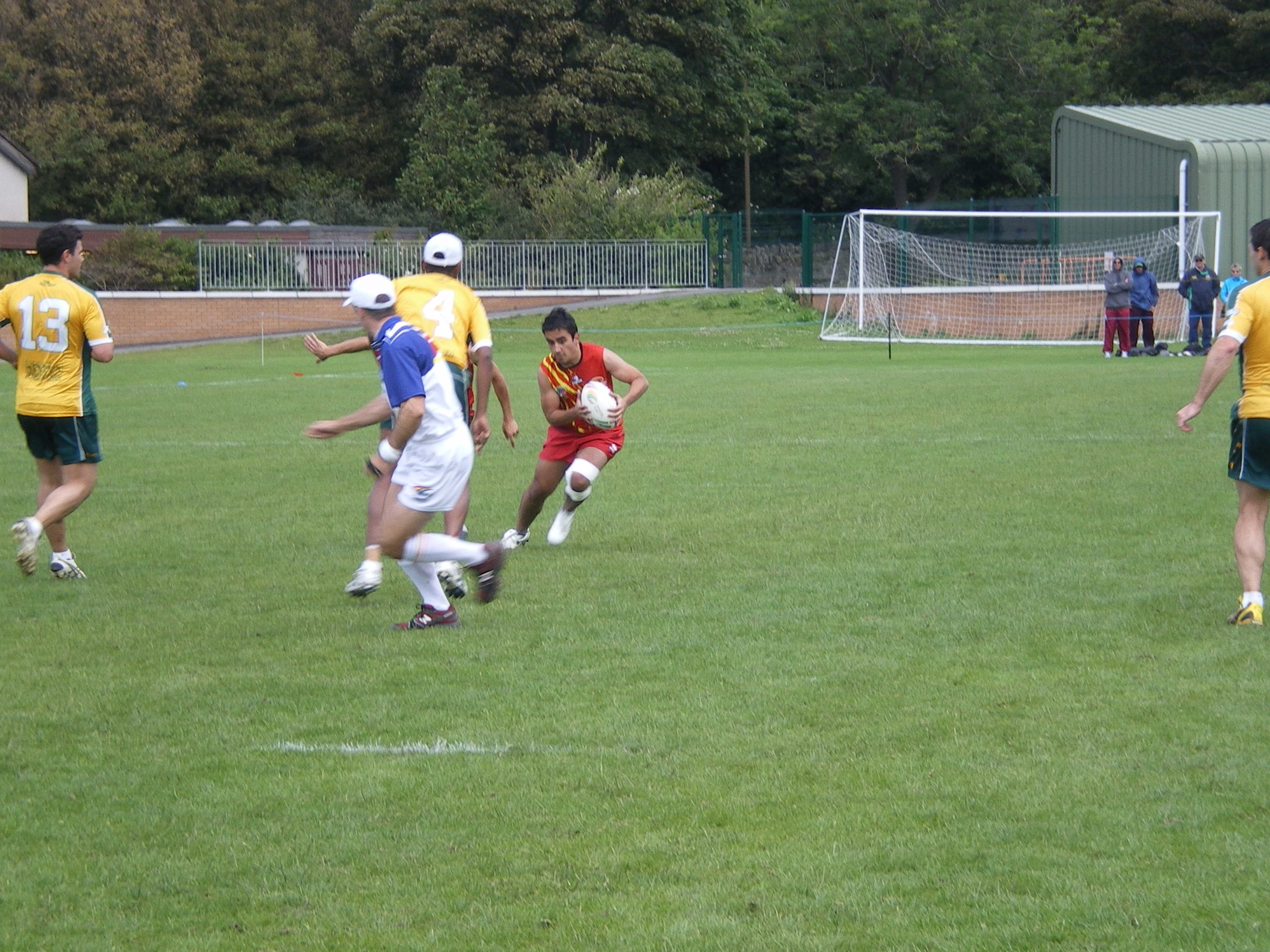
Typische Ausweichspielszene während des Touch.

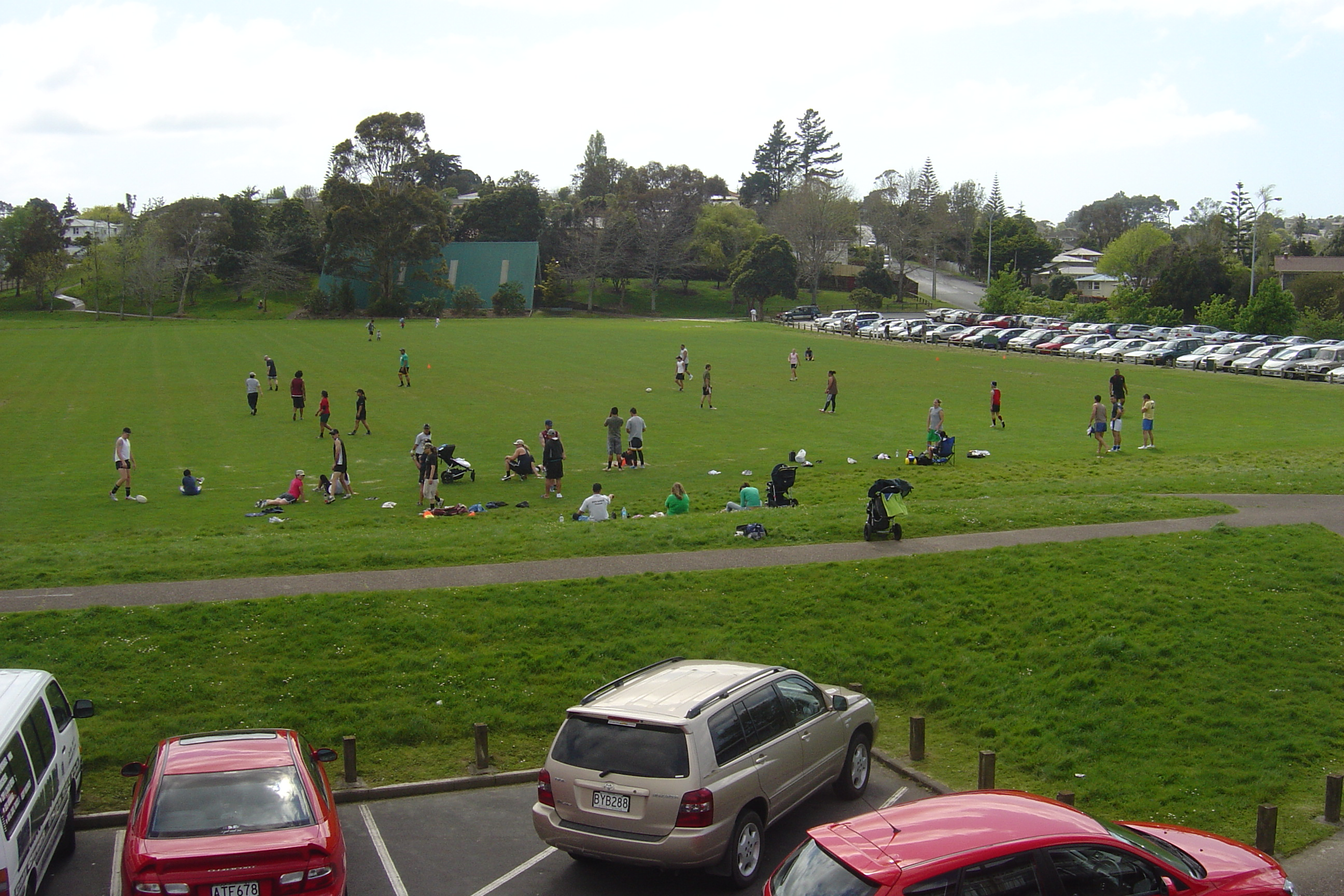
Einfache Grünfläche als Spielfeld für Touch.

Touch (auch Touch Rugby oder Touch Football genannt) ist eine dem Rugby entlehnte Mannschaftssportart ohne harten Körperkontakt oder hohes Verletzungsrisiko. Touch zeichnet sich durch Geschwindigkeit, Taktik sowie Einfachheit aus und kann mit geringem Aufwand gespielt werden. Neben getrennten Männer- und Frauenmannschaften gibt es offizielle Wettkämpfe mit gemischten Mannschaften.

## Regelwerk
Ziel des Spiels ist es, mehr Punkte als die gegnerische Mannschaft zu erzielen. Ein Punktgewinn erfolgt, wenn es der Spieler einer Mannschaft schafft, den Spielball zu einem sogenannten Touchdown (kontrolliertes Ablegen des Balles auf dem Boden) über die gegnerische Punktlinie zu setzen. Den Weg über das Spielfeld muss der Spieler ohne Touch (Berührung mit der Hand) durch Verteidiger der anderen Mannschaft durchlaufen. Wird der Spieler der angreifenden Mannschaft im Ballbesitz von einem Spieler der gegnerischen Mannschaft zum sechsten Mal in Folge berührt, muss der Ball an diese abgegeben werden. Daraufhin wechselt die Spielrichtung und die andere Mannschaft startet ihrerseits einen Angriffsversuch. Harter Körperkontakt ist im Touch untersagt, gepasst werden darf nur nach hinten.
Das im Touch verwendete Spielfeld ist ein Rasenfeld, 50 m breit und 70 m lang. Ein Spiel dauert in der Regel 2 × 20 Minuten. Es gibt zwei Mannschaften mit je sechs aktiven und bis zu acht Ersatzspielern. Gespielt wird mit einem oval geformten Ball, der die Größe 4 besitzt, also eine Stufe kleiner ist als ein gewöhnlicher Rugbyball. Die Gemeinsamkeiten zwischen klassischem Rugby und Touch bestehen heute lediglich darin, dass bei beiden Sportarten der Ball hinter der gegnerischen Ziellinie auf dem Boden aufgesetzt werden muss und der Ball nur rückwärts gepasst werden darf.
Touch weist darüber hinaus Gemeinsamkeiten mit dem ebenfalls dem Rugby entlehnten und für den Sportunterricht entworfenen Mannschaftsspiel Rugbyfangen auf.

## Geschichte

### Ursprünge und weltweite Entwicklung
Die Heimat von Touch ist Australien, wo es ursprünglich aus dem dort populären Rugby entstanden ist. In den 1960er Jahren begannen sich professionelle Spieler der „National Rugby League“ (NRL) mit verschiedenen Übungen ohne harten Körperkontakt aufzuwärmen. Daraus wurden später eigenständige Spielregeln entwickelt und Touch war entstanden. Die ersten offiziellen Meisterschaften gab es 1968 in Sydney. Seitdem ist der Sport sprunghaft gewachsen. Mehrere Millionen Australier spielen regelmäßig Touch; aktiv oder als sogenanntes „Social Touch“ unter Freunden. Im australischen Schulsport ist Touch die populärste Sportart.
Von Australien gelangte Touch schnell ins benachbarte Neuseeland. Über die Grenzen dieser beiden Länder hinweg breitete sich der Sport dann weiter in Länder wie Japan, Malaysia, Singapur und Südafrika aus. Vor allem auf den Britischen Inseln erlangte Touch schnell Popularität; es gibt zahlreiche aktive Mannschaften in England, Schottland, Wales, Irland und auf den Inseln Man, Jersey und Guernsey. Auf dem europäischen Festland gibt es Verbände in Belgien, Deutschland, Frankreich, Italien, Luxemburg, den Niederlanden, Österreich, Polen, der Schweiz, Spanien, Tschechien und Ungarn.
1985 wurde die „Federation of International Touch“ (FIT) als internationaler Dachverband gegründet. Der FIT gehören heute knapp 30 Länder weltweit an. Durch das „European Touch Development Committee“ (ETDC) der FIT wurde zudem ein Programm zur Qualifizierung von Schiedsrichtern entwickelt, das inzwischen von allen europäischen Ländern angenommen wurde. Seit 1988 werden regelmäßig Weltmeisterschaften abgehalten. Der aktuelle Weltmeister ist Neuseeland, gefolgt von Australien, Südafrika, Japan und Samoa.
Grundlage für die heutigen und bei offiziellen Turnieren angewandten Spielregeln im Touch ist das Regelwerk von Rugby League, einer der beiden Varianten des klassischen Rugby. Im November 2010 veröffentlichte allerdings der internationale Dachverband für die Variante Rugby Union, „World Rugby“ (WR), ebenfalls einen eigenen Regelwerksentwurf für Touch. Dieser weicht nur begrenzt vom Regelwerk der FIT ab.

### Touch im deutschsprachigen Raum

#### Deutschland
Touch gibt es in Deutschland seit 2003. Die Sportart wurde vor allem durch australische und neuseeländische Expats verbreitet. 2004 war Deutschland das erste Mal bei den Europäischen Meisterschaften vertreten und konnte sich seitdem auch für sämtliche Weltmeisterschaften qualifizieren. 2005 wurden die ersten Deutschen Meisterschaften ausgetragen, die jährlich das größte nationale Ereignis im deutschen Touch darstellen. Seit 2012 wird der Titel im Zuge von vier Turnieren ermittelt, die im Sommer eines jeden Jahres in Berlin, München, Köln und Frankfurt ausgetragen werden. In Folge der COVID-19-Pandemie musste 2020 die Saison vorzeitig beendet werden, so dass lediglich einzelne Turniere organisiert wurden, jedoch kein offizieller Meister gekürt werden konnte. Die gleiche Situation traf für das Folgejahr ein.
2005 wurde der „Touch Deutschland Sportverein“ (TDSV) gegründet. Zweck des TDSV ist die Entwicklung und Förderung sowie Durchführung der Sportart. Dazu zählen die Verbreitung des Sports und die Weitergabe und Entwicklung von Regularien für nationale Wettkämpfe. Des Weiteren werden Programme zur Ausbildung von Übungsleitern und Schiedsrichtern erarbeitet. Der TDSV veranstaltet Turniere und Titelwettkämpfe, unterstützt Jugendsportinitiativen, legt die Auswahlprozesse für die Benennung von Teilnehmern an internationalen Meisterschaften fest und organisiert die Teilnahme an internationalen Turnieren. Der Verein ist Mitglied der FIT und versteht sich als Ansprechpartner und Interessenvertretung für Touch in Deutschland.
Regelmäßig gespielt wird Touch in eigenständigen Vereinen, separaten Abteilungen etablierter Breitensportvereine, an Hochschulen oder in Form loser Gruppen. Städte, in denen regelmäßig in unterschiedlichen Konstellationen Touch gespielt wird oder in der Vergangenheit wurde, sind unter anderem Berlin, Bonn, Braunschweig, Bremen, Essen, Frankfurt, Freiburg, Gießen, Hamburg, Hannover, Heidelberg, Kiel, Köln, Leipzig, Leuna, Lippstadt, Lüneburg, München, Nürnberg, Osnabrück, Paderborn, Potsdam, Rüthen, Ricklingen und Stuttgart.
Touchvereine in Deutschland mit gegenwärtig aktiver Turnierteilnahme oder regelmäßigem Spielbetrieb:
| Mannschaft                | Stadt           | Meistertitel                                               | Besonderheiten                                          |
| ------------------------- | --------------- | ---------------------------------------------------------- | ------------------------------------------------------- |
| Touch Bears Berlin        | Berlin          | 2010, 2014, 2015, 2016, 2017, 2018, 2019, 2022, 2023, 2024 | Abteilung der TiB Berlin 1848                           |
| Rhineland Lynx Touch      | Bonn            |                                                            | Abteilung des RC BRS Bonn                               |
| Touch Braunschweig        | Braunschweig    |                                                            | Abteilung des TuRa Braunschweig 1865                    |
| Touch Bremen              | Bremen          |                                                            | Hochschulsportangebot der Universität Bremen            |
| Touch Essen               | Essen           |                                                            | Hochschulsportangebot der Universität Duisburg-Essen    |
| Eintracht Frankfurt Touch | Frankfurt a. M. | 2005, 2007                                                 | Abteilung von Eintracht Frankfurt                       |
| Touch Hamburg             | Hamburg         |                                                            | eigenständiger Verein                                   |
| Touch Swallows Hannover   | Hannover        |                                                            | Abteilung des FC Schwalbe Hannover                      |
| Ricklingen Raccoons       | Hannover        |                                                            | Abteilung des SV 1908 Ricklingen                        |
| Touch Heidelberg          | Heidelberg      |                                                            | Abteilung des TSV Handschuhsheim 1886                   |
| Touch Kiel                | Kiel            |                                                            | Abteilung der FT Adler Kiel                             |
| Touch Colonia             | Köln            | 2006, 2008                                                 | Abteilung des TuS Köln 1874                             |
| NSK Köln                  | Köln            |                                                            | eigenständiges Bildungsprojekt für Jugendliche          |
| OKR Leipzig               | Leipzig         |                                                            | eigenständiger Verein                                   |
| Touch Total Leuna         | Leuna           |                                                            | eigenständiger Verein                                   |
| Touch Lippstadt           | Lippstadt       |                                                            | Abteilung des Lippstädter TV 1848                       |
| Touch Lüneburg            | Lüneburg        |                                                            | Hochschulsportangebot der Leuphana-Universität Lüneburg |
| Touch München             | München         | 2009, 2011, 2012, 2013                                     | Abteilung des RC Unterföhring                           |
| Nürnberg Nuggets Touch    | Nürnberg        |                                                            | eigenständiger Verein                                   |
| Ultimate Touch Osnabrück  | Osnabrück       |                                                            | Hochschulsportangebot der Universität Osnabrück         |
| Touch Potsdam             | Potsdam         |                                                            | Abteilung des USV Potsdam                               |
| Stepping Stallions        | Stuttgart       |                                                            | Abteilung des Stuttgarter RC                            |

#### Österreich
Touch gibt es in Österreich seit 2007, erstmals gespielt wurde es in Wien. Die erste österreichische Mannschaft nahm u. a. an mehreren Turnieren in Deutschland teil. An der Aufstellung einer österreichischen Nationalmannschaft wird seit 2008 gearbeitet, diese nahm im selben Jahr erstmals als Gastmannschaft bei den Europäischen Meisterschaften in Massy teil. Darüber hinaus wurde 2009 die „Austrian Touch League“ (ATL) geschaffen. Die österreichischen Nationalmannschaften in den verschiedenen Kategorien nehmen seitdem regelmäßig an internationalen Turnieren teil, wie etwa dem „Mainland Cup“. Im Oktober 2009 wurde „Touch Austria“ (TA) als österreichischer Touchverband offizielles Mitglied der FIT. Derzeit gehören dem Verband drei Vereine aus Wien und Vorarlberg an.

#### Schweiz
Touch wird in der Schweiz vor allem in Baden, Basel, Genf, Luzern, Zürich und Zug gespielt. Der erste Touchverein wurde 2001 in Zürich gegründet und die ersten Turniere 2004 abgehalten. 2007 wurde der „Schweizerische Touchverband“ (STA) gegründet. Im selben Jahr nahm die Schweiz das erste Mal an den Weltmeisterschaften in Stellenbosch teil. 2008 wurde der STA Mitglied der FIT. Im Januar 2009 wurde der erste Touchverein in der schweizerischen Romandie gegründet. Zurzeit ist der STA im Gespräch mit Touchgruppen in anderen Städten der Schweiz, um den Sport auch dort zu formalisieren. Die schweizerischen Vereine nehmen des Weiteren aktiv an den europäischen Vereinsturnieren teil.

#### Weitere deutschsprachige Gebiete
In Liechtenstein wird Touch seit 2013 gespielt. Organisatorische Kontakte bestehen vor allem zum STA in der benachbarten Schweiz.
Im deutschsprachigen Ostbelgien wird bereits seit 2003 Touch gespielt, vor allem in den Gemeinden Eupen, Kelmis und Lontzen. Der Sport findet jedoch hauptsächlich im Rahmen des lokalen Rugbyspielbetriebes statt und orientiert sich am Geschehen in der Wallonie. Turniere werden darüber hinaus vom „Allgemeinen Belgischen Touchverband“ (ABTV) als übergeordnetem Touchverband organisiert, dem gegenwärtig offiziell vier Touchvereine angeschlossen sind.
In Luxemburg wurde Touch zunächst viele Jahre als reiner Freizeitsport ohne feste Strukturen betrieben. Als oberstes Organ fungiert seit 2011 die „Luxemburgische Touchföderation“ (LTF), die Turniere organisiert, Schiedsrichter ausbildet und in Kontakt mit anderen Verbänden steht. Bereits im selben Jahr nahm eine Landesauswahl aus Luxemburg zudem erstmals an den Weltmeisterschaften teil. Die Spiele und Trainings des Touchverbandes finden regelmäßig in Weimerskirch statt. Darüber hinaus wird auch in Dudelange, Walferdange und Zessingen in unregelmäßigen Abständen Touch gespielt.
Eigenständige Touchmannschaften ohne Verbandsanschluss existieren über dies auch im deutschsprachigen Südtirol in den dortigen Regionalzentren Bozen und Meran sowie im teilweise deutschsprachigen Großraum Oppeln.

## Internationale Turniere

### Europameisterschaften
Die Europameisterschaften finden seit 2008 alle zwei Jahre statt.
| Nr. | Jahr | Austragungsort      |
| --- | ---- | ------------------- |
| 1   | 2008 | Massy, Frankreich   |
| 2   | 2010 | Bristol, England    |
| 3   | 2012 | Treviso, Italien    |
| 4   | 2014 | Swansea, Wales      |
| 5   | 2016 | Jersey, Kanalinsel  |
| 6   | 2018 | Nottingham, England |
| 7   | 2022 | Nottingham, England |
| 8   | 2023 | Vichy, Frankreich   |

### Weltmeisterschaften
Die Weltmeisterschaften finden seit 1988 alle vier Jahre statt.
| Nr. | Jahr | Austragungsort             |
| --- | ---- | -------------------------- |
| 01  | 1988 | Gold Coast, Australien     |
| 02  | 1991 | Auckland, Neuseeland       |
| 03  | 1995 | Hawaii, Vereinigte Staaten |
| 04  | 1999 | Sydney, Australien         |
| 05  | 2003 | Kumagaya, Japan            |
| 06  | 2007 | Stellenbosch, Südafrika    |
| 07  | 2011 | Edinburgh, Schottland      |
| 08  | 2015 | Coffs Harbour, Australien  |
| 09  | 2019 | Putrajaya, Malaysia        |
| 10  | 2024 | Nottingham, England        |